# Kretowce
Kretowce – wieś na Ukrainie w rejonie tarnopolskim należącym do obwodu tarnopolskiego, położona około 5 km na południowy wschód od Zbaraża.
Pod koniec XIX w. miejscowość w powiecie zbaraskim Królestwa Galicji i Lodomerii, w II Rzeczypospolitej w województwie tarnopolskim. Wieś należała do parafii rzymskokatolickiej w Zbarażu i greckokatolickiej we wsi Ochrymowce; miała 728 mieszkańców. 
W latach 1944-1945 nacjonaliści ukraińscy z OUN-UPA zamordowali tutaj 11 Polaków.
W czasie okupacji niemieckiej mieszkanka wsi Agnieszka Mazurkiewicz (z domu Kominek) wraz z rodziną udzieliła pomocy Żydowi Ludwikowi Landauowi. W 1995 roku Instytut Jad Waszem podjął decyzję o przyznaniu Agnieszce Mazurkiewicz tytułu Sprawiedliwych wśród Narodów Świata. Około 20 Żydów uratowała w Kretowcach rodzina Zalwowskich: Franciszek i Tekla oraz ich synowie Michał, Józef, Władysław i Stanisław (uhonorowani przez Jad Waszem w 1977 roku). Jadwiga Szkilnik i jej matka Helena Sokalska ukrywały lekarza Markusa Borucha z żoną i dzieckiem (nagrodzone przez Jad Waszem w 2013 roku).
Do 2020 w rejonie zbaraskim.

## Urodzeni
- Jan Warężak (9.06.1896 - 17.02.1967)[7], polski historyk.